# Novine na mreži
Onlajn novine, poznate i kao veb-novine, novine su koje postoje na internetu, bilo odvojene ili kao onlajn izdanje štampanih novina.
Odlazak na onlajn mrežu stvorilo je više mogućnosti za novine, kao što je konkurencija u blagovremenijem objavljivanju najnovijih vesti. Kredibilitet i jak brend prepoznavanja afirmisanih novina, bliska veza koju imaju sa oglašivačima, takođe, mnogi vide u novinskoj industriji kao jačanje mogućnosti za preživljavanje. Gubljenje procesa štampanja može da pomogne u smanjivanju  troškova.

## Istorija
U razvijenom svetu onlajn izdavači privlače velike količine saobraćaja i ubiraju plodove onlajn izdavaštva. Najstariji primer onlajn novina je, ili u ovom slučaju nedeljni pregled vikend vesti, Weekend City Press Review, osnovan 1991. kao pionir onlajn tržišta. Ovako zasnovan servis je nastavio da radi i danas. Ali oni se zasnivaju na kopiranju izveštaja i radova. „Samostalni“ onlajn časopisi i novine su statovali mnogo kasnije, sa izuzetkom „News Report“, onlajn novinom koju je osnovao Bruce Parrello, 1974. na PLATO sistemu na Univerzitetu u Ilijanoisu. U Brazilu postoji onlajn novina iz 1987, Jornaldodia. Jornaldodia radi kao državno vlasništvo Embratel-a. Devedesetih se seli na internet.

## Primeri
Samo nekoliko novina će 2006. tvrditi da su napravili profit od njihovih sajtova, koji su uglavnom besplatni za posetioce. Opadanje profita i pad cirkulacije dnevnih novina su primorali rukovodice da smisle nove metoda za dobijanje profita od sajtova bez naplate pretplate. Ovo je bilo teško. Novine sa specijalizovanom publikom kao što je The Wall Street Journal i The Chronicle of Higher Education uspešno su naplaćivale pretplatu. Većina novina sada ima onlajn izdanja uključujući The Los Angeles Times, The Washington Post, USA Today, i The New York Times.

## Novine — samo onlajn izdanja
Postoje novine koje svoja izdanja imaju isključivo putem interneta. Kao nezavisna izdanja ove novine, samo onlajn izdanja, predstavljene su 2000. u Velikoj Britaniji i nazvane South Report. Ovo su nedeljne regionalne novine koje se ne prozvode u nijednom izdanju osim onlajn izdanja od strane njihovih izdavača PCBT Photography. Za razliku od blog sajteva i drugih sajteva sa vestima, on je pokrenut kao novina i priznat je od strane medijskih grupa u Velikoj Britaniji, kao što su NUJ i IFJ. Sledeći primer je Atlantic Highlands Herald, New Jersey baziran na dnevnim ve izdanjima od 1999. godine. Čak se i štampani mediji okreću samo izdanjima na vebu. Od 2009. kolaps tradicionalnog poslovnog modela štampanih medija doveo je do pokušaja da se uspostave lokalne, regionalne i nacionalne novine — publikacije koje čine originalno izveštavanje, više nego obični komentari ili razmene iz drugih publikacija. Najraniji primer u Americi je Seattle Post-Intelligencer, koja je posle 149 godina prestala objavljivanje i presla isključivo i samo na vebu.

## Spoljašnje veze
Jornaldodia Архивирано на веб-сајту  (12. фебруар 2013)